# Nymphon comes
Nymphon comes is een zeespin uit de familie Nymphonidae. De soort behoort tot het geslacht Nymphon. Nymphon comes werd in 1928 voor het eerst wetenschappelijk beschreven door Flynn. 